# Camillo Benso di Cavour-szobor (Róma)
Camillo Benso di Cavour szobra Rómában, a Piazza Cavouron áll.

## Története
A Camillo Benso di Cavournak emléket állító szobrot Stefano Galletti (1832-1905) olasz szobrász készítette 1885 és 1895 között. Az alkotást I. Umbertó olasz király olasz király leplezte le 1895. szeptember 24-én, részeként a Róma felszabadítása (1870. szeptember 20.) 25. évfordulóján rendezett ünnepségsorozatnak.
Az egységes Olaszország első miniszterelnökét ábrázoló szobor talapzatán allegorikus bronzfigurákat helyeztek el: a déli oldalon az Olaszországot és Rómát, a nyugatin a Gondolatot, a keletin a Tettet, az északin az Erőt megszemélyesítő alak kapott helyet.